# Franck Boli
Franck Boli (7 december 1993, Yamoussoukro) is een Ivoriaans voetballer die als spits speelt. In 2018 werd Boli als speler van Stabæk Fotball topscorer van de Eliteserien, hij scoorde 17 doelpunten.

## Carrière
Op 28 oktober 2020 maakte Boli zijn eerste doelpunt in de UEFA Champions League. In een match tegen het Oekraïense FC Dynamo Kiev maakte hij in de 90ste minuut de 2-2 waardoor zijn ploeg nog net één punt kon pakken, het eerste in deze Champions League campagne. 
Na vier succesvolle jaren bij Ferencváros ,waarin het team vier keer landskampioen werd en één maal de Hongaarse beker won, verliet Boli Hongarije om in de MLS te gaan voetballen voor Portland Timbers

## Erelijst
| Hongaars kampioen     | 4x | 2019/20, 2020/21, 2021/22, 2022/23 |
| Hongaars bekerwinnaar | 1x | 2021/22                            |